# فيلافرانكا بيومنتي
فيلافرانكا بيمونتي هيبلدية (كوميون) في مدينة تورينو الحضرية في المنطقة الإيطالية بيدمونت، وتقع على بعد 35 كم جنوب غرب تورين.
تقع فيلافرانكا بيمونتي على حدود البلديات التالية: فيغوني، بانكاليري، كافور، فاولي، موريتا، باردجي، كاردي.

## الاقتصاد
كان اقتصاد فيلافرانكا يعتمد تقليديًا على صيد الأسماك. أما اليوم الأنشطة الرئيسية هي الزراعة وتربية الحيوانات.

## المدن التوأم
- Belhomert-Guéhouville، فرنسا
- التريبول، الأرجنتين
- سان موريس سان جيرمان، فرنسا